# Oriol Romeu
Oriol Romeu (født 24. september 1991) er en spansk fodboldspiller, der spiller for  FC Barcelona i den spanske La Liga.han spiller for Girona (2024) med trøje nr 14 som defensiv midfielder

## Karriere

### Southampton F.C.
Romeu skiftede 13. august 2015 til Southampton for en transfersum på £5 millioner, hvor han skrev under på en treårig aftale. Han fik sin debut to dage senere, da han blev skiftet ind i stedet for Dušan Tadić i 0-3-nederlaget hjemme til Everton.